# 臺灣省行政長官公署衛兵開槍事件
臺灣省行政長官公署衛兵開槍事件，是指1947年2月27日因圓環緝煙事件造成民眾死傷而引發眾怒，隔日（28日）上午台北市民罷工、罷市、遊行，並包圍專賣局台北分局抗議，復於下午前往臺灣省行政長官公署示威請願，遭公署衛兵無預警開槍射擊一事。這次事件導致當時局勢更加惡化，從原先的請願懲兇運動轉變成為對抗行政長官公署的行動，且進而激化省籍衝突。

## 背景
1947年2月27日，專賣局接獲密報稱淡水港將走私香菸，派遣葉得根、鍾延洲、趙子健、劉超群、盛鐵夫、傅學通6名查緝員，會同4名警察大隊員警搜查，但未有成果。晚上7時30分，查緝人員轉往臺北市太平町圓環值勤。當地攤販立刻逃散，但40歲的寡婦林江邁逃避不及，在延平北路和南京西路交會的天馬茶房前遭攔截。查緝員將全數公私菸與現款查扣後，與哀求歸還部分的林江邁拉扯。這時民眾紛紛聚集說情，但查緝員不予理會。林江邁隨後纏抱葉得根，後者以手槍槍柄敲擊頭部。圍觀群眾看到林江邁倒地後，隨即包圍追打查緝員，迫使後者分頭逃逸。之後傅學通在永樂町一帶當眾開槍示警，誤擊旁觀的陳文溪。
民眾為此焚毀查緝員卡車，並至永樂町派出所要求處理。但派出所讓查緝員自後門逃離，找不到兇手的民眾更加憤怒。600名至700名群眾包圍警察總局，要求交出並槍斃肇事兇手。儘管警察局官員曾出面說明，民眾認為警方試圖保護傅學通等人。得知查緝員已送至憲兵隊第4團團部後，民眾於晚上9時包圍憲兵團，團長張慕陶多次威脅和規勸未果。之後《中外日報》記者周傳枝向《台灣新生報》代理主編吳金鍊借銅鑼以助長聲勢，亦有示威隊伍開始宣揚晚上事情。民眾還要求《台灣新生報》刊登此事，對此吳金鍊拒絕並說明立場。最後在民眾威脅燒毀報社下，吳金鍊轉請報社社長李萬居出面，後者同意刊登，隔天發表數百字的消息。

## 經過

### 臺北市動亂

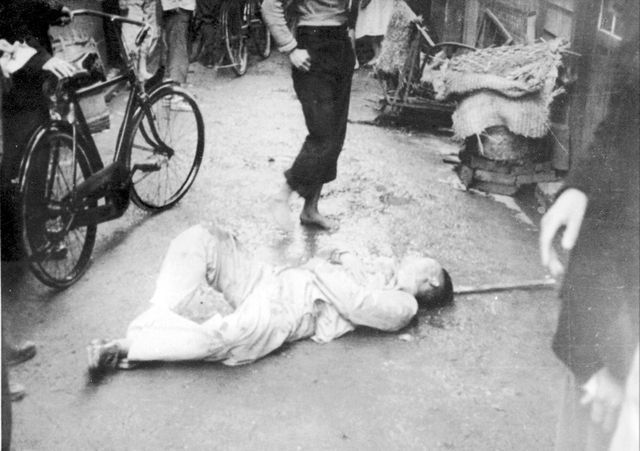
中央社：「有人受傷倒地」（1947年2月28日）
《中國生活畫報》：「專賣局職員被群眾歐倒於該局後門，傷勢沉重，性命堪虞」（1947年3月）
《臺灣二二八事件親歷記》：「一個被打慘死的外省人」（1947年）

2月28日，儘管民眾已經先後包圍警察局和憲兵隊，但要求處理於查緝私菸事件中造成死傷的肇事者未獲解決，憤怒的群眾在臺北市各處集結遊行、街頭演說或呼籲罷市和罷工。許多商店陸續響應而關店，不滿的民眾、學生、退伍士兵紛紛罷工、罷課和罷市，並在街頭示威要求懲罰兇手。上午9時，一批群眾和學生計畫遊行至專賣局臺北分局和專賣局總局，要求處理林江邁和陳文溪一案及懲罰兇手。遊行隊伍行進至太平町二丁目派出所時，遭到派出所主管制止，另外也有說法表示警方開槍示威。由於該派出所主管過去借勢凌人，民眾包圍毆打該名主管，進而搗毀派出所內的玻璃、物件器具。
隨後遊行的民眾不斷增加，到了上午10時便有2,000名至3,000名群眾於本町的專賣局臺北分局，要求緝凶。憤怒的民眾之後衝入專賣局台北分局內，並發現專賣局內仍有查緝員。由於群眾錯誤地將其中一名緝私組查緝員視為昨晚的兇手，而將該名查緝員與另一名員警圍毆打死，另外還另有4名員工因遭毆打而受傷。民眾還將專賣局裡儲存的火柴、煙、酒等專賣物資、及專賣局器物，拋至街上並連同1輛汽車和多輛腳踏車燒毀，到了隔日火焰仍然未熄滅。儘管憲警人員隨即趕到現場，但見到現場大量民眾也不敢處理。

### 抗議未果
中午12時，群眾抵達南門町的專賣局總局示威，提出兇手當眾槍決、撫卹被害遺族、停止查緝私煙、局長出面謝罪等要求，但代表與代理局長會談未有成果。而在憲警人員事前防備並事前部署人力防備下，過程中僅有民眾打破專賣局總局的玻璃，但群眾也遭到鳴槍示警。不滿專賣局的群眾隨後搗毀專賣局前後任局長任維鈞與陳鶴聲住家，專賣局南門工廠也遭破壞。由於向專賣局總局請願未有結果，民眾之後決定轉向行政長官公署。
下午1時，400名至500名民眾以鑼鼓為前導，沿途呼喊口號地從臺北車站遊行至行政長官公署，希望向陳儀請願，沿途吸引更多民眾跟隨。有些說法則指稱民眾是因為市場缺米，在聽說行政長官公署發放米糧領取後，便跟隨遊行隊伍前進。試圖前往行政長官公署廣場的隊伍遊行至中山路路口，遭到配備整齊的武裝衛兵舉槍阻擋，隨後更被行政長官公署屋頂上的衛兵以機槍對外掃射，當場造成許多民眾死傷，另有6名請願市民遭到憲警逮捕。遭鎮壓的民眾立刻逃散並湧向本町、太平町和建成町。
下午2時，群眾先是在臺北新公園聚集並召開群眾大會，之後佔領公園內的臺灣廣播電台，並向臺灣各地廣播事件消息。廣播內容主要提到軍隊以機槍掃射至行政長官公署抗議的群眾，要求當眾槍決肇事兇手、專賣局負責死者治喪費及撫卹金、保證今後不再發生類似事件、專賣局長親自向民眾道歉、專賣局主管免職等要求；同時廣播中還批評戰後陳儀領導的行政長官公署貪汙腐敗、米糧外運、政策不當與民生困難等現象，呼籲各地民眾反抗、驅逐腐敗官員以求生存。

### 衝突擴大
行政長官公署開槍事件發生後，讓長期對政府感到不滿的臺籍群眾開始有所行動，事件從請願懲兇變成反對政府的運動，爆發多起省籍衝突。至此台籍民眾除了對抗行政長官公署外，也開始針對外省籍人士展開一連串的暴力行為。由於1年多來的不滿累積，當時仍有許多臺北民眾依然在不明究理的情況下，接連隨意遷怒與報復跟此一事件無關的外省籍人士，並且陸續發生排斥外省籍人士的暴動。民眾陸續在南門、臺北新公園、臺北車站、本町、永樂町、太平町、萬華等地集結，故意誇大其詞和污蔑攻擊許多剛好經過的外省籍人士。其中包括新竹縣縣長朱文伯與台北市地政局局長便遭到羞辱或痛毆，也有無辜的外省籍公務員及其眷屬、來台旅行或經商的外省民眾遭到攻擊，許多誇大的傳聞也陸續出現。
而當時由在台外省人士所經營的正華旅社、虎標永安堂、新臺公司等也遭砸毀。其中本町的正華旅社與虎標永安堂的門窗玻璃遭破壞、物品亦被搬出來焚燒。下午5時左右，榮町貿易局開設、台北最大的百貨公司新臺公司亦被破壞，貨物也遭到焚燒，另外有乘機偷竊者遭到毒打。群眾還攻擊擁有汽車、卡車的民眾，先是要求乘客下車並加以毆打，之後將車輛推至台北車站、圓環夜市附近焚燒，根據估計約有數十輛車輛遭到焚毀。當時任職於聯合國善後救濟總署的汪彝定在目睹當時狀況後，表示絕大多是被棍棒攻擊，而自己未見到民眾以武士刀砍殺。同時群眾攻擊婦孺老人的現象不多，並只有偶爾傳出強姦女性的消息。一些報告指出至少有15名外省籍人士毆打致死，部分民眾則被木棍攻擊而癱瘓。

### 臨時戒嚴
在事件發生後，行政長官公署判斷暴力事件受特定人士宣傳，未展開調查以平息民眾不滿。而雖然台灣省參議會議長黃朝琴等人曾與陳儀商討對策，同時身兼警備總司令部司令的臺灣省行政長官陳儀，有鑑於情勢危急，在下午3時於行政長官公署宣布臺北地區臨時戒嚴，並實施宵禁。隨後出動武裝軍警憲兵鎮壓，並見到臺灣人裝束者開槍掃射，部署兵力警戒重要地區和巡邏市區。
然而民眾仍再度包圍專賣總局、鐵路警察署、交通局等，而與軍警發生衝突，不少民眾和學生便因為與軍警衝突而喪生。其中數千名群眾在郵政總局聚集，儘管遭軍警人員驅逐而未解散，之後爆發的衝突造成數十名民眾傷亡。這時台北市參議會召開緊急會議，邀請台灣省參議會議長黃朝琴共同前往行政長官公署向陳儀陳情，要求立即解除戒嚴、依法嚴辦兇手；撫卹死傷者；組織調查委員會；公務員在台北市取締專賣品時不准攜帶槍械；因此案而被捕的市民應立即釋放。晚上7時30分，台灣警備總司令部參謀長柯遠芬、台灣省參議會議長黃朝琴、台北市參議會議長周延壽、國民大會代表謝娥等人藉廣播呼籲民眾冷靜。

## 後續
雖然有論點指稱因為板橋轉播站抵制而未進一步轉播，消息只在台北地區流傳。然而由於台灣面積較小且交通便利，有關事件相關消息透過廣播等方式傳到臺灣各地，原本單純的懲兇治安事件轉為全臺政治抗爭行動。其中在當天晚上，台北和基隆之間的班車停駛，基隆市和板橋鎮分別有群眾在高砂戲院、板橋車站前毆打外省籍人士，桃園鎮群眾也在晚上8時召開聚會演講。而到了隔日，全臺各地在得知臺北市所發生的消息後，許多同樣不滿失業、通貨膨脹、政府貪腐、不平等待遇的民眾於各大城市響應。
3月1日上午10時，台北市參議會為反應民意而邀請台籍國民大會代表、台灣省參議員、國民參政會參政員在中山堂召開大會，成立「緝煙血案調查委員會」。會議中決議推派台灣省參議會議長黃朝琴、台北市參議會議長周延壽、台灣省參議員王添灯、國民參政會參政員林忠為代表，提出解除戒嚴、釋放被捕民眾、軍警不許開槍、官民共組處理委員會等數項要求，且要求陳儀向全台廣播。對此陳儀則表示全數接受，但認為應定名為「二二八事件處理委員會」。下午5時，陳儀第一次對二二八事件發表廣播，同時派遣民政處長周一鶚、警務處長胡福相、農林處長趙連芳、工礦處長包可永、交通處長任顯群代表行政長官公署參加處理委員會。下午8時，陳儀正式下令宣布解除戒嚴。